# Lockne
Lockne – krater uderzeniowy w Szwecji. Współcześnie w kraterze znajduje się jezioro Locknesjön, jednak jest on dobrze zachowany.
Wiek krateru został oceniony na 458 milionów lat, czyli powstał on w ordowiku. Został utworzony przez uderzenie w ówczesne dno morskie niewielkiej planetoidy o średnicy ok. 600 m. Był to główny składnik planetoidy podwójnej; mniejszy składnik o średnicy ok. 150 m utworzył pobliski krater Målingen.
Krater Lockne, wybity w podłożu krystalicznym, ma 7,5 km średnicy, ale struktura w otaczających go skałach osadowych o średnicy 13,5 km, także mogła powstać wskutek impaktu; w takim wypadku stanowiłaby część krateru.
Krater stanowi atrakcję turystyczną, w miejscowości Tandsbyn znajduje się muzeum, a w pobliżu niej także tematyczna ścieżka przyrodnicza.